# Żaglopłat

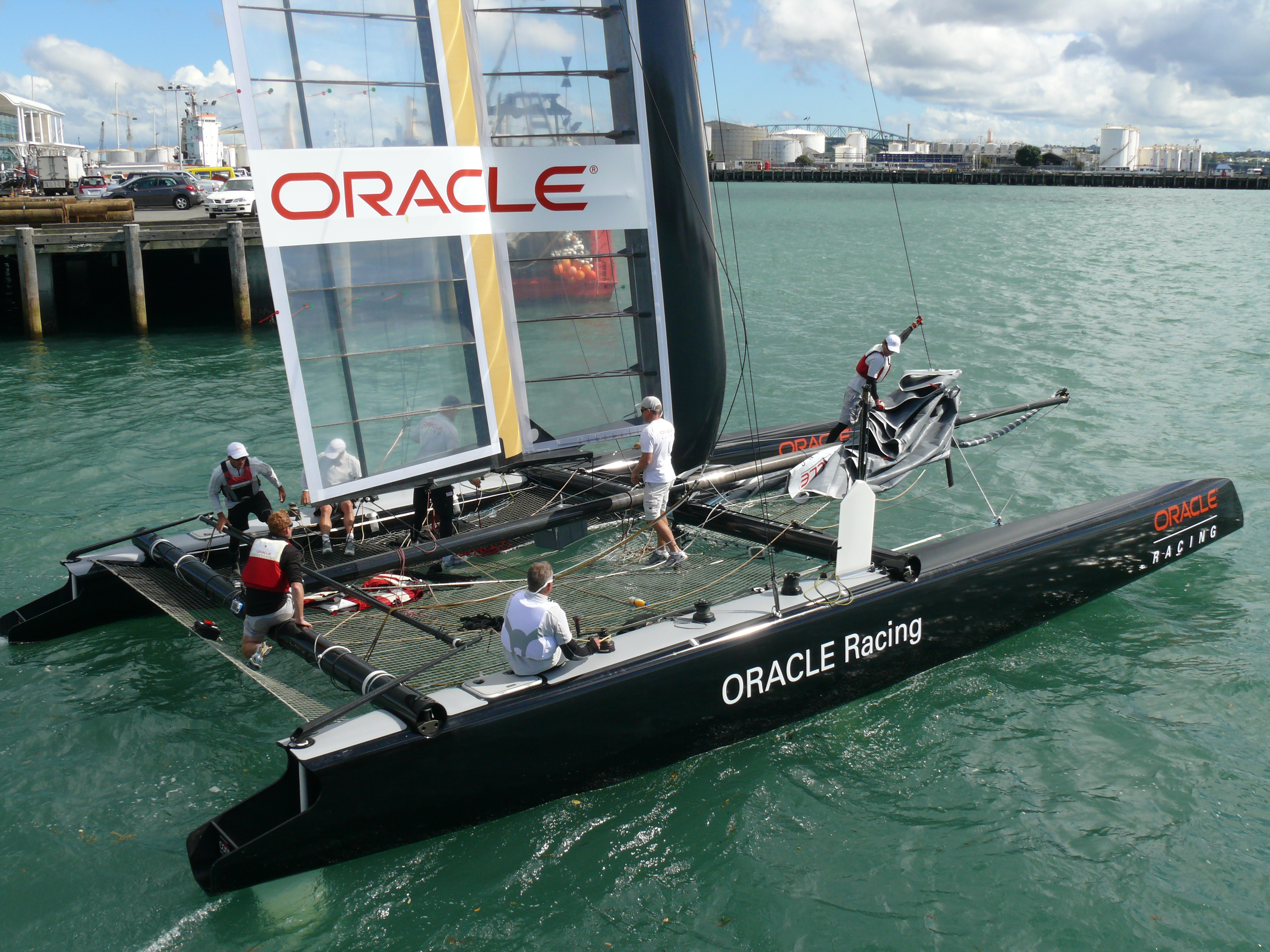
Katamaran klasy AC45 wyposażony w żaglopłat.

Żaglopłat, żaglo-skrzydło – sztywny lub półsztywny płat o przekroju laminarnym, rodzaj pędnika wiatrowego na jednostce pływającej o napędzie żaglowym. Zarówno konstrukcją, jak i fizyczną podstawą działania, przypomina skrzydło samolotu z tą różnicą, że jest przystosowany do wytwarzania siły ciągu po obydwu stronach profilu w zależności od halsu, którym porusza się jednostka. Zazwyczaj zintegrowany jest z noszącym go masztem. Zmiana krzywizny żaglopłatu możliwa jest poprzez rotację jego elastycznego bądź sztywnego segmentu (klapy). Uważa się, że przy użyciu żaglo-skrzydła można uzyskać do 30% większą siłę ciągu, niż w przypadku standardowego ożaglowania z tkanin. Z powodu skomplikowanej konstrukcji oraz wysokiej ceny nie znajduje powszechnego zastosowania w żeglarstwie turystycznym.

## Historia
Za pomysłodawcę żaglopłatu uznaje się Johna Walkera, inżyniera lotniczego pracującego przy projekcie samolotu Concorde. W 1968 roku samodzielnie skonstruował prototypowy model jednostki wyposażonej w żaglopłat w Devonport Dockyard (Plymouth, Wielka Brytania) o nazwie Planesail.    

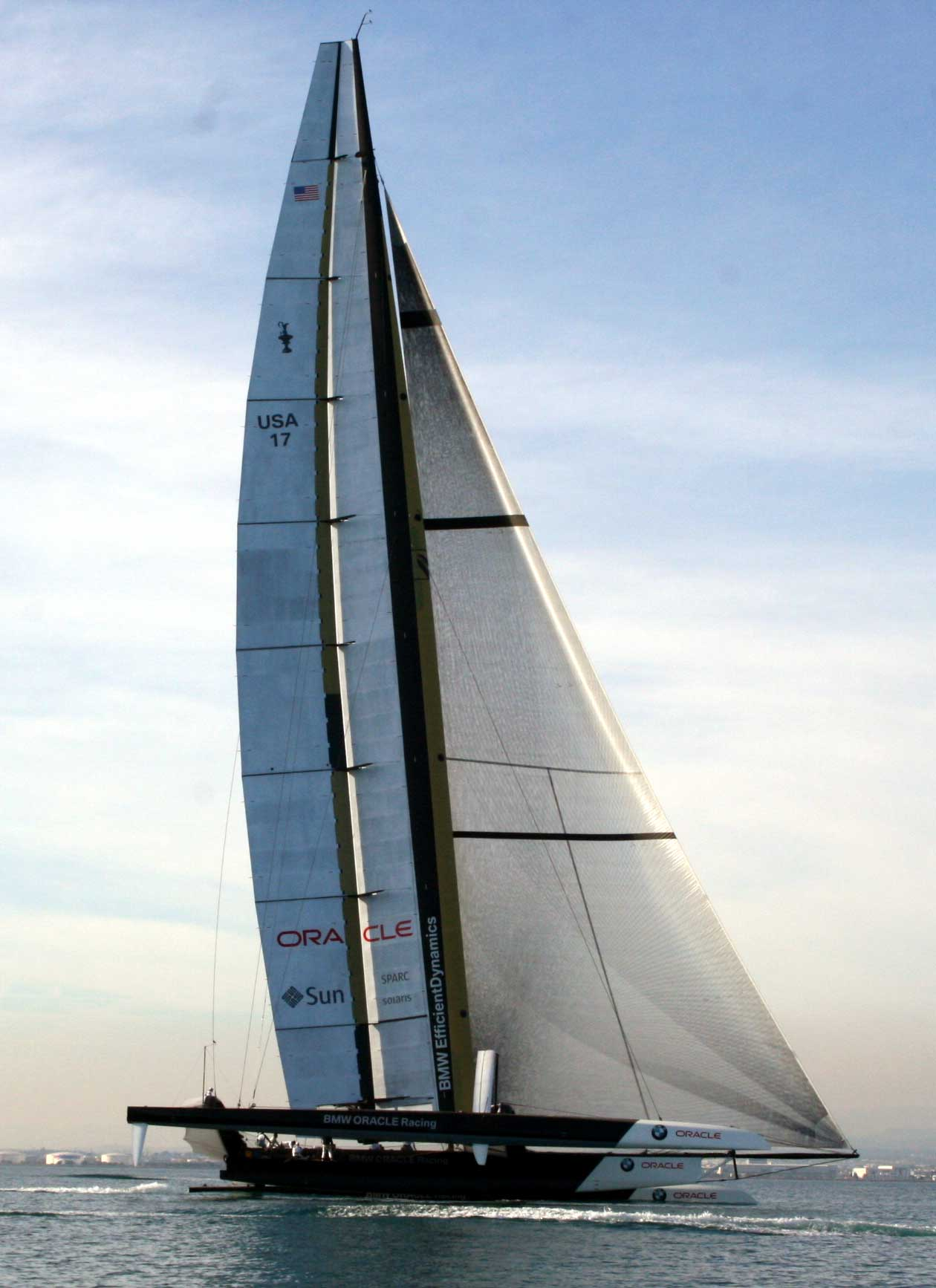
Trimaran USA-17 BMW Oracle wyposażony w żaglopłat jako grota i konwencjonalnego foka.

Innowacyjne rozwiązanie poskutkowało powstaniem przedsiębiorstwa Walker Wingsail Systems (WWS), istniejącego w latach 1982–1998 (funkcjonującego później pod nazwą Wingtek w okresie 1998–2000), początkowo zorientowanego na produkcję sztywnych żaglopłatów do dużych jednostek. W 1986 roku Walker Wingsail Systems sprzedało 8-tonowy żaglopłat dla MV Ashington. Niedługo potem, wskutek gwałtownego spadku ceny ropy naftowej, napęd wiatrowy w żegludze komercyjnej przestał być opłacalny.    
Przedsiębiorstwo zaczęło projektować luksusowe jednostki turystyczne. W 1990 roku na rynek trafił trimaran Blue Nova wyposażony w żaglopłat umieszczony na wolnostojącym, obrotowym maszcie. John Walker dokonał na nim pierwszego przejścia Oceanu Atlantyckiego na jednostce żaglowej wyposażonej w żaglopłat, osiągając prędkość maksymalną 18 węzłów. Pomimo wysokiej sprawności projektu, środowisko żeglarskie przyjęło koncept żaglopłatu krytycznie. W 1994 roku doszło do głośnej sprawy o zniesławienie pomiędzy WWS a czasopismem Yachting World, która wywołała niechęć potencjalnych partnerów do współpracy.    
Większość wkładu finansowego Walker Wingsail Systems w badania nad żaglopłatami pochodziła od prywatnych akcjonariuszy (łącznie ok. 12,5 mln funtów brytyjskich w latach '80–'90). W okresie 1997–2001 przedsiębiorstwo wypuściło na rynek cztery modele trimaranów pod nazwą Zefir. Ostatecznie Wingtek, następca WWS, zbankrutował we wrześniu 2000 roku. Niepowodzenie przypisuje się brakowi potencjalnych nabywców produktu, niewłaściwie wybranemu rynkowi inwestycyjnemu (spadek ceny ropy) oraz błędom podczas zarządzania. Uznaje się, że przyczyną nie był brak zainteresowania technologią, a brak umiejętności dostarczenia jej na rynek.   
W 1997 roku jednostka Planesail (przemianowana później na Inventure) została zakupiona przez The Next Challenge Ltd założone przez poruszającego się na wózku Trevora Jonesa, byłego pilota Royal Air Force. Jacht został dostosowany dla osoby niepełnosprawnej i planowo miał być użyty przez Jonesa do opłynięcia globu. Z powodów zdrowotnych wyprawa została odwołana i zastąpiona samodzielnym opłynięciem Wielkiej Brytanii.
Koncept żaglopłatu i jego osiągi zwróciły szczególną uwagę środowisk związanych z żeglarstwem regatowym, gdzie nakłady finansowe i złożoność konstrukcyjna nie odgrywają tak znaczącej roli, jak w przypadku żeglugi turystycznej.  
W 1988 roku 60-stopowy katamaran Stripes and Stars, jako pierwszy jacht regatowy wyposażony w żaglopłat, zwyciężył Regaty o Puchar Ameryki. Jego ożaglowanie zostało zaprojektowane przez 40-osobowy zespół kierowany przez Dave'a Hubbarda oraz Duncana MacLane'a. W późniejszym czasie miało okazać się, że zaprojektowana konstrukcja znacząco wyprzedza tradycyjne ożaglowanie przy silnych wiatrach, jednak jego sprawność drastycznie maleje przy wiatrach słabych. By rozwiązać ten problem, projekt został zmodyfikowany przez zwiększenie powierzchni płatu o 40% i wzmocnienie sztywniejszym masztem. 
W 1993 roku jednostka Yellow Pages napędzana żaglopłatem ustanowiła rekord prędkości dla jednostek o napędzie żaglowym (44,65 węzła na odcinku 500 metrów). Od tamtego czasu wszystkie jednostki przeznaczone do bicia rekordu konstruowane były w oparciu o projekt żaglopłatu. W 2008 roku SailRocket ustanowił nowy rekord wynoszący 47,36 węzła, a niedługo potem w 2009 roku Macquire Innovation przekroczył barierę 50 węzłów. Obydwie jednostki napędzane były przez żaglo-skrzydło. Rekord prędkości ustanowiony w 2012 roku należy do Vestas Sailrocket 2 i wynosi 65,45 węzła. Trwają prace konstrukcyjne nad następcą – Sailrocket 3.   

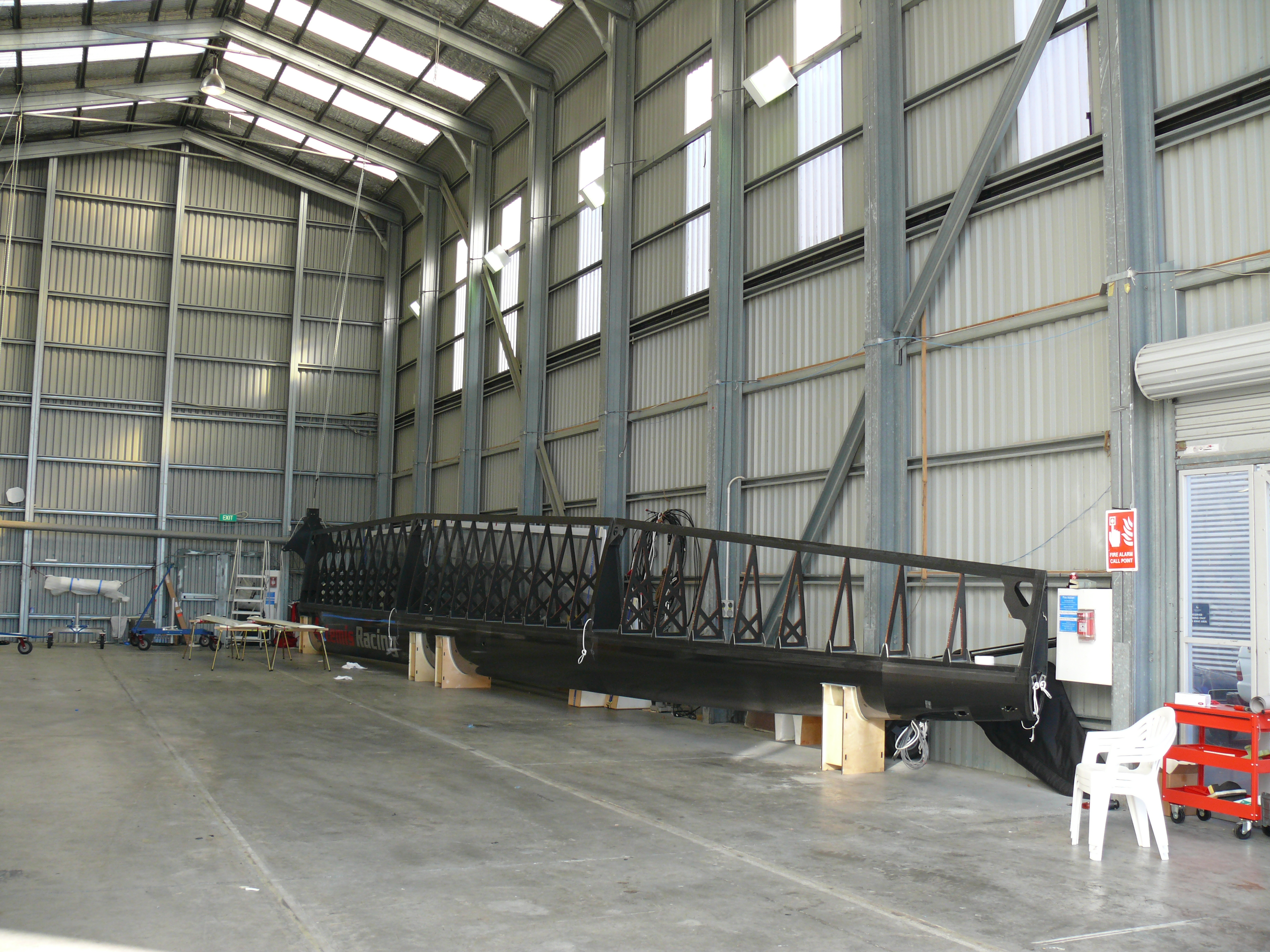
Szkielet żaglopłatu
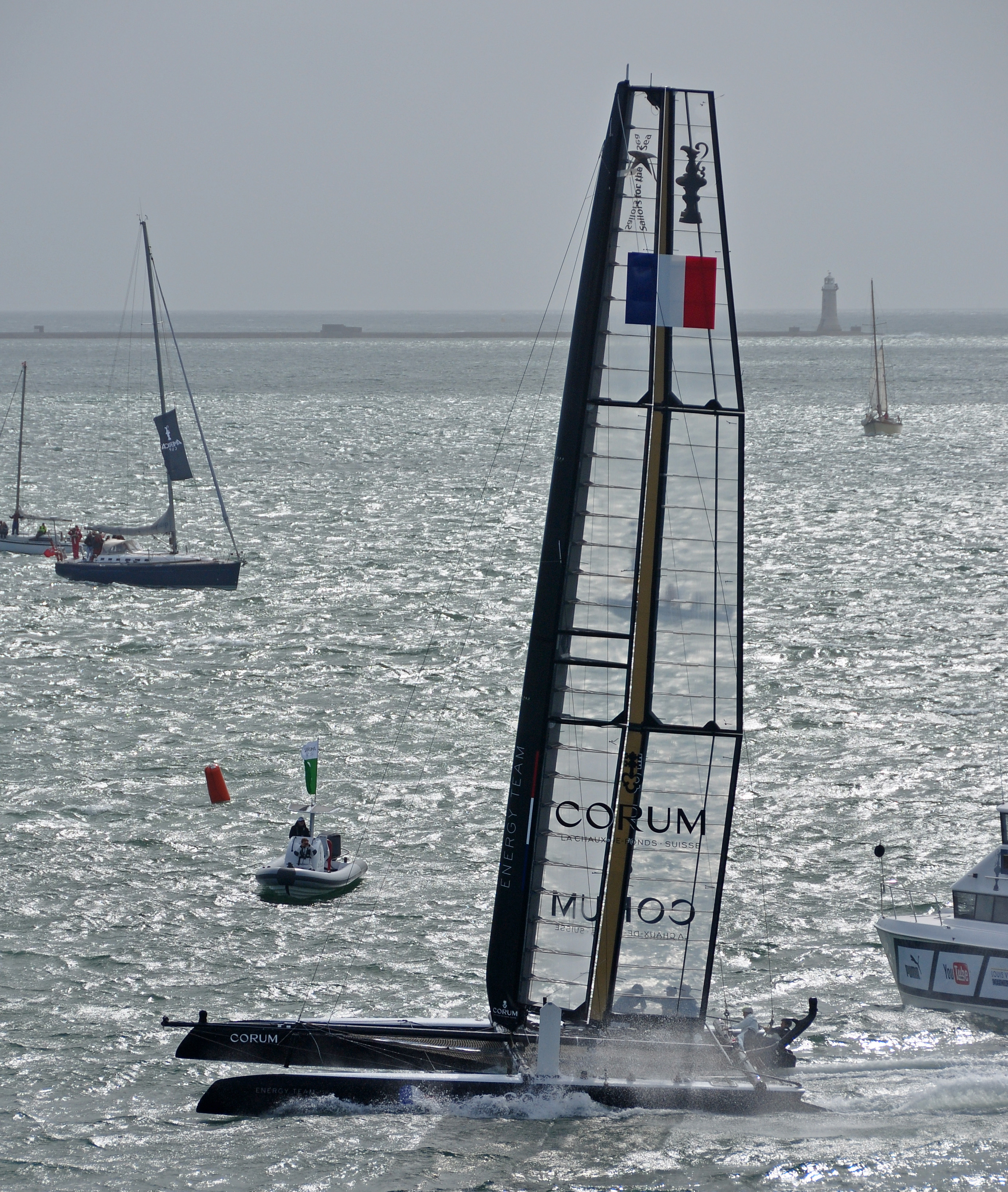
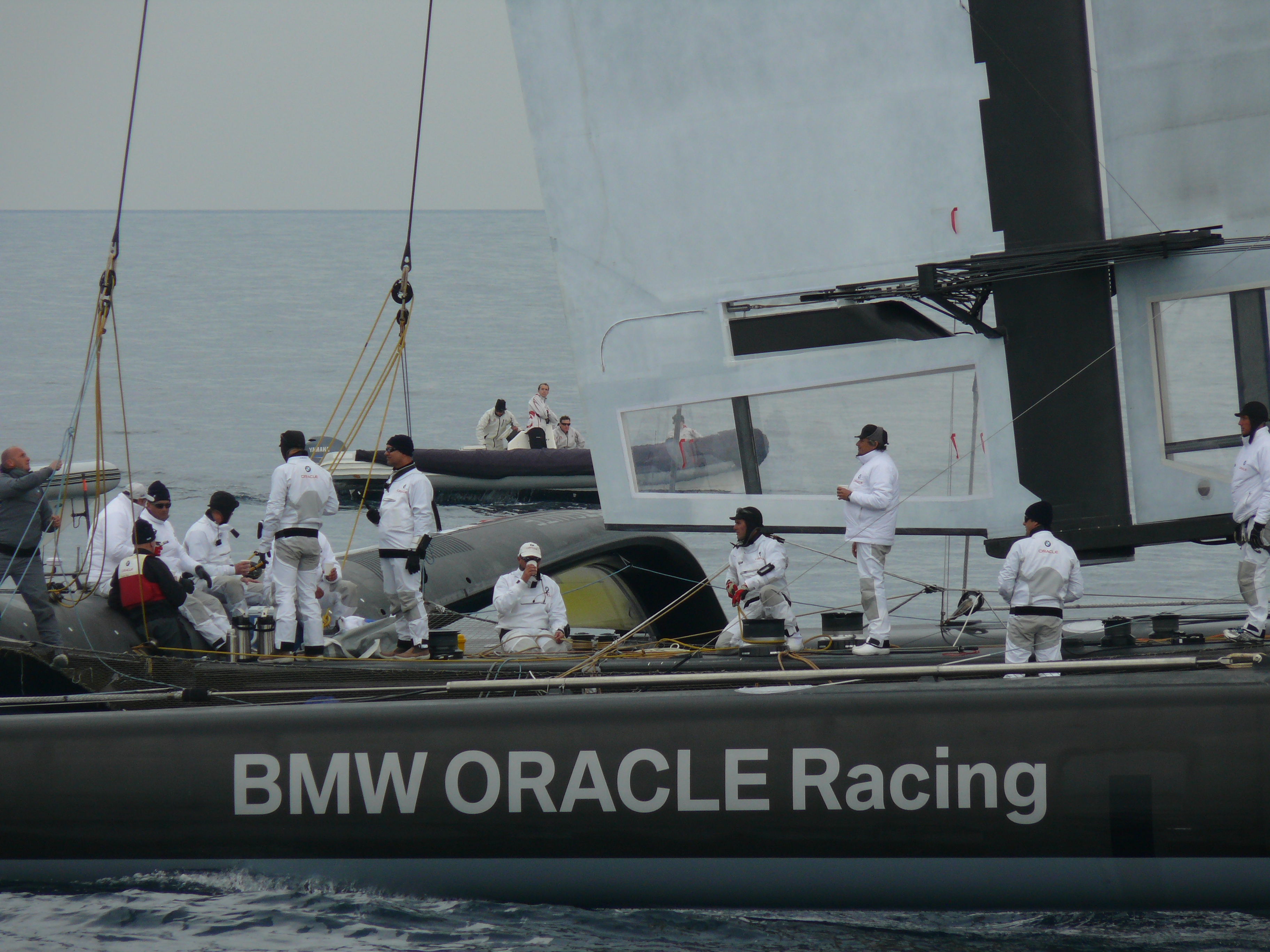
Żaglopłat z bliska
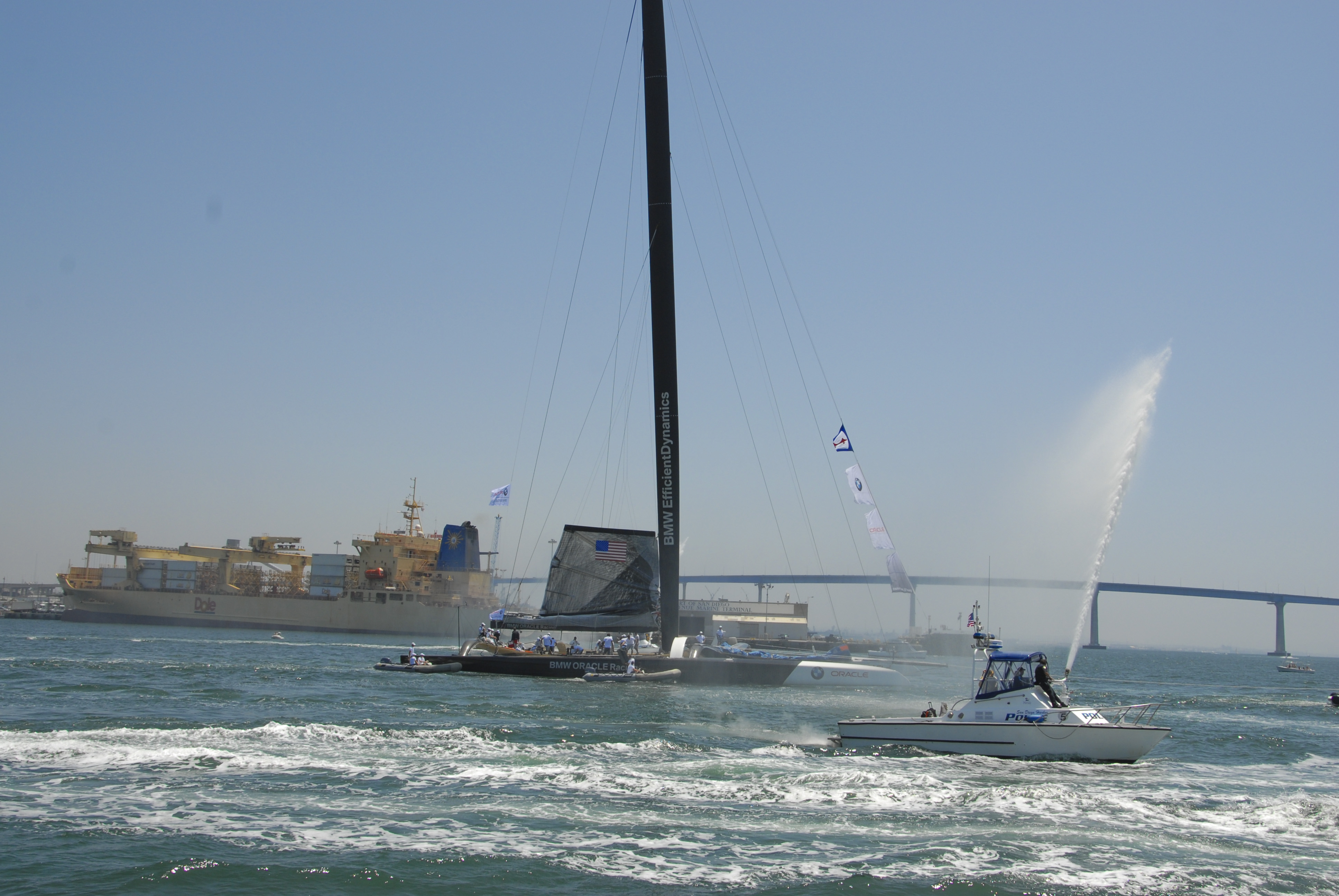
BMW Oracle Racing z opuszczonym żaglopłatem
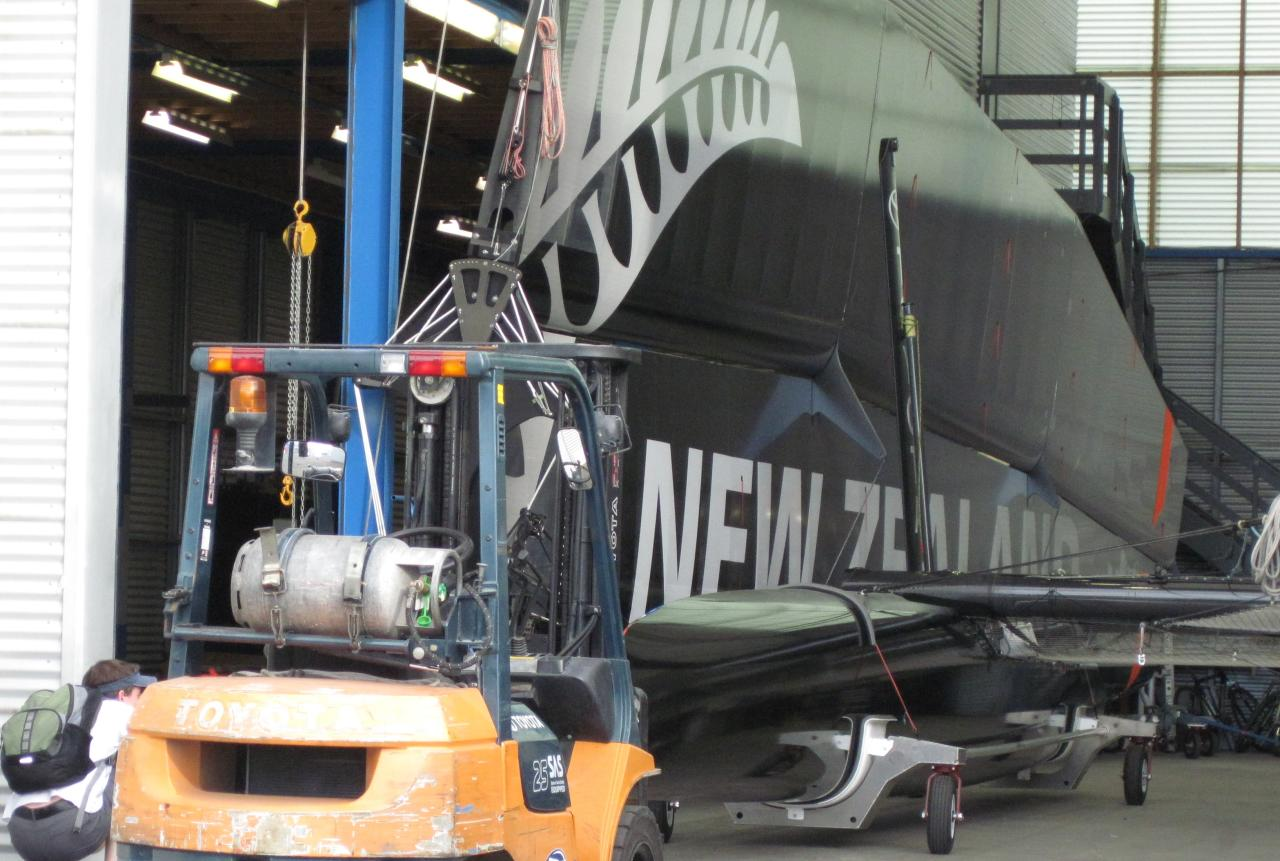
Żaglopłat w hangarze